# 드와이트 볼
드와이트 볼(영어: Dwight Ball)은 캐나다의 정치인으로, 자유당 소속이다. 2015년부터 뉴펀들랜드래브라도주 총리를 맡고 있다. 2015년 선거에서는 다수 내각을 구성했지만, 2019년 선거에서는 소수 내각을 구성하게 됐다.